# Viktor Warnach
Viktor Warnach (1909-1970) est un théologien allemand. Prêtre bénédictin, il publia plusieurs ouvrages théologiques entre 1935 et 1970.

## Biographie
Paul Viktor Warnach naît à Metz, le 28 juillet 1909. Après son Abitur, il étudie à l'Université de Bonn, et à celle de Cologne. Ordonné prêtre le 4 août 1935, il obtient un doctorat en théologie, après avoir soutenu une thèse intitulée : « De linguae munere exprimendi et significandi inquisitio ». Il enseigne la philosophie à l'abbaye de Maria Laach de 1936 à 1942, puis de 1946 à 1951 et en 1957-1958. Professeur extraordinaire de l'Université de Salzbourg à partir de 1952, Dom Viktor Warnach obtient une chaire en « Philosophie chrétienne », dans cette Université, en 1958. Directeur de la revue Salburger Jahrbuch für Philosophie, il est nommé professeur oridinaire de l'Université de Salzbourg en 1967. Viktor Warnach décéda accidentellement le 16 mai 1970, à Fregene, dans l'Agro Romano en Italie.

## Œuvre
Exégète consciencieux, Viktor Warnach consacra sa vie à l'étude et à la compréhension des textes sacrés bibliques. Il publia plusieurs ouvrages de théologie, dont « Agape » en 1951 et assura la direction scientifique de nombreux autres ouvrages. 

## Publications
- Christusmysterium, ed. Styria, Graz, Vienne, Cologne, 1977.
- Agape , Patmos-Verl., Düsseldorf, 1951.
- Die Kirche im Epheserbrief (Co-auteur Schlier, Heinrich), ed. Aschendorff, Münster en Westphalie, 1949.
- Erkennen und Sprechen bei Thomas von Aquin, Soc. an librai editori riuniti, Rome, 1937.